# Nowopokrowka (rejon krasnoarmiejski)
Nowopokrowka (ros. Новопокро́вка) – rosyjska wieś (ros. село, trb. sieło) w rejonie krasnoarmiejskim (Kraj Nadmorski). 
W 2010 roku liczyła 3646 mieszkańców.